# Joe Frazier
Joseph William "Joe" Frazier, Smokin' Joe, född 12 januari 1944 i Beaufort i South Carolina, död 7 november 2011 i Philadelphia i Pennsylvania, var en amerikansk boxare som tog OS-guld i Tokyo 1964 och senare var professionell världsmästare i tungvikt 1970-73. Frazier blev känd för sin rivalitet med Muhammad Ali och för sina tre matcher mot denne, den sista kallad The Thrilla in Manila, en av de mest omtalade boxningsmatcherna i historien.

## Boxningskarriär

### De första åren och OS-guld
Joe Frazier började träna boxning 1961 i Philadelphia och redan året därpå vann han Philadelphia Golden Gloves nybörjarklass för tungviktsboxare. Tre år i rad vann han också Middle Atlantic Golden Gloves men 1964 missade han, efter förlust emot Buster Mathis, chansen att få boxas för USA i OS i Tokyo samma år. Han godtog dock att vara sparringpartner till USA:s OS-boxare och följde därför med till Japan. När det sedan visade sig att Mathis skadade tumme inte läkte fick Frazier dennes plats i turneringen. Reserven Frazier boxades så bra att han tog sig till final, trots att också han skadade en tumme, i semifinalen mot sovjetboxaren Vadim Jemeljanov. 
Sin skada i vänstra handen behöll dock Frazier för sig själv. Han gick tillbaka till sitt rum och blötlade tummen i varmt vatten och Epsomsalt inför finalen mot en 30-årig tysk mekaniker vid namn Hans Huber. Frazier använde under matchen sin högra hand mer än vanligt och den vänsterkrok, som under den senare karriären skulle bli hans signum, hade inte samma verkan som tidigare under turneringen. Trots detta vann amerikanen med domarrösterna 3-2 det olympiska guldet.

### Professionell, med ögonskada
Året efter OS-guldet började Frazier att boxas professionellt. I debuten besegrades Woody Goss på teknisk knockout i första ronden. Han vann ytterligare tre matcher under året, alla på knockout. Senare samma år var Frazier med om en olycka under träning där han fått små stålbitar i sitt vänstra öga efter att ha slagit på en päronboll. Skadan gjorde honom så gott som blind på detta öga. Enligt reglerna borde han efter detta inte ha fått fortsätta att boxas, men Frazier löste det på sitt eget vis. Vid läkarkontroll, efter att ha läst syntavlan med sitt högra öga, och täckt för det vänstra med vänster hand, bytte Frazier till höger hand men täckte fortsatt för sitt vänstra öga en andra gång. Också på andra sätt gick det att komma förbi ett för karriären förödande förbud: "Vissa läkare var mina bästa vänner. Vi tystade det hela och höll det hemligt. Och jag lärde mig syntavlan utantill."
Trots handikappet med synskadan boxades Frazier bra och karriären gick spikrakt uppåt. Efter 25 raka segrar, flertalet på knockout, var han en given utmanare till världsmästartitlarna som båda innehades av Muhammad Ali. 1967 blev dock Ali inkallad i USA:s armé för krigstjänstgöring i Vietnam, något han vägrade. Ali fråntogs då två av sina titlar (den tredje några år senare) och även sin boxningslicens. Därpå utsågs två nya mästare under våren 1968; Frazier för NYSAC och Jimmy Ellis (genom en turnering för åtta boxare) för organisationen WBA.
Frazier var väl känd för sitt goda fotarbete, slagkraft och stryktålighet. 

### Ensam världsmästare i Alis skugga
Den 16 februari 1970 besegrade Frazier Ellis på teknisk knockout och blev då ensam titelhållare. Detta då Frazier till titelmatchen erhållit WBC:s bälte (till vars organisation NYSAC nu uppgått i), som till sist också de fråntagit Ali VM-titeln. Även om Ali inte längre kunde vara aktiv såg många, däribland "Boxningsbibeln" The Ring Magazine, honom som "den riktige mästaren". När de politiska vindarna i USA sakta vände blev Alis ställningstagande mot kriget i Vietnam allt mer rumsrent. Frazier pratade nu öppet för Alis sak och ville att hans licens skulle återbördas. I förlängningen kunde han då få chansen att möta Ali – för att slippa snacket att han möjligen inte var en värdig mästare. Innan en sån match kunde komma till stånd hann Frazier försvara sin titel, mot Bob Foster som han KO-besegrade i rond 2 i november 1970.

### Frazier besegrar Ali
Under 1970-talet började man inom boxningens toppskikt inse värdet av marknadsföring. Ali drog det till sin spets med kaxiga och respektlösa uttalanden – ofta riktade mot just Frazier. Efter att Ali återigen fått tillstånd att boxas, och inom kort besegrat en rad boxare ur världseliten, skrevs kontrakt för en titelmatch och den gamle mästaren började genast sin "upphaussning" av titelmatchen. Ali hade inte glömt att Frazier envisats med att kalla honom Cassius Clay (1964 bytte Ali bort det han kallade sitt slavnamn) och det antogs vara anledningen till att han nu tog uppsnacket till en högre nivå än tidigare med en lång rad verbala påhopp på världsmästaren. De båda möttes till sist i New York den 8 mars 1971 i något som (likt ett flertal tidigare stora titelmatcher under 1900-talet) kom att kallas The Fight of the Century - Århundradets match. Matchen vann Frazier klart på poäng efter att Ali gått i golvet i den 15:e ronden.

### Tappad titel men kvar i världstopp
Nästa större match i Fraziers karriär blev den mot George Foreman. Inför matchen rankades utmanarens chanser att vinna som små, mycket små, då han ansågs vara alltför långsam och klumpig. Foreman öppnade dock matchen den 22 januari 1973 beslutsamt och golvade Frazier redan i första rondens andra minut. Därefter hämtade sig inte mästaren och matchen slutade med en knockout i rond två.
I januari 1974 mötte Frazier Ali på nytt i det som var tänkt att bli Alis returmatch och en andra chans att ta Fraziers mästartitel. I världsmedia tonades matchen ner då ingen titel stod på spel, men den var ändå av stor vikt då vinnaren positionerade sig för en match om VM-titeln. Ali fick sin revansch och vann entydigt på poäng efter 12 ronder.

### Frazier–Ali III – Thrilla in Manila
Efter förlusten mot Ali boxades Frazier två matcher som båda vanns på knockout. Det gjorde att han åter stod som utmanare till en VM-titel; nu mot Muhammad Ali som i oktober 1974 sensationellt besegrat Foreman. Boxningen var vid tiden en sport många ville se och de stora matcherna fick stort utrymme i massmedia, både före och efter. Framförallt tungviktsklassen tilldrog sig intresse och med två så starka rivaler som Ali och Frazier fanns det pengar att tjäna – för många av de inblandade. Bland andra promotorn Don King insåg att man till och med kunde sälja enskilda matcher. En tredje match mellan Frazier och Ali, som nu var i görningen, var eftertraktad att få arrangera och till sist betalade regimen i Filippinerna en stor summa pengar för att matchen skulle hållas i dess huvudstad Manilla. Ali tog tillfället i akt och "snackade upp" matchen samtidigt som han försökte psyka sin motståndare, t.ex. med tillmälet "gorilla" – som han menade han skulle besegra i det han själv på förhand döpte till The Thrilla in Manila (thrillern i Manila). Frazier förlorade matchen på TKO mellan 14:e och 15:e ronden då hans tränare Eddie Futch slängde in handduken för att skydda sin boxare som nu knappt såg något ens på sitt friska högra öga. De båda boxarna hade gett allt – Ali orkade knappt resa sig från sin ringhörna för att fira segern – i en match som var klassisk redan när den var slut.

### Slutet
Frazier fortsatte att boxas men förlorade 1976 en andra match mot George Foreman som på nytt vann på knock out, nu i rond 5. Efter denna match drog han sig tillbaka på grund av sin kroniska ögonskada. En kort comeback 1981 slutade med hans karriärs enda oavgjorda match (mot Floyd Cummings) och nu lade Smokin Joe handskarna på hyllan för gott, 37 år gammal. Endast två boxare hade under hela hans karriär lyckats besegra honom – George Foreman och Muhammad Ali.

### Tränare efter aktiva karriären
Joe Fraziers son Marvis var även han en boxare – tränad av Frazier själv – men nådde inte sin fars framgångar i ringen. Marvis utmanade bland annat Larry Holmes om titeln och mötte senare en ung Mike Tyson som var på väg upp i rankingen; båda matcher blev dock knockoutförluster. Joe Frazier fortsatte att träna boxare i sitt gym i Philadelphia; däribland sin dotter Jackie Frazier-Lyde som senare mötte Laila Ali, dotter till hans gamle rival Muhammed Ali. Jackie föll knappt på poäng. 

## Död
I slutet av september 2011 fick Frazier diagnosen långt gången levercancer. I november 2011 var han under palliativ vård och han avled den 7 november samma år, 67 år gammal.
Joe Frazier begravdes 15 november 2011 i Philadelphia. Bland de deltagande fanns bland annat Muhammad Ali, Bernard Hopkins, Jesse Jackson och Philadelphias borgmästare Michael Nutte.

## Rivaliteten med Ali
Rivaliteten mellan Muhammad Ali och Joe Frazier är omtalad. Ali gick långt i sina försök att sälja matcherna dem emellan och i intervjuer har Frazier ofta ställt sig frågande till Alis förhållningssätt och verbala påhopp som "...when I get the gorilla in Manila" (...när jag besegrar gorillan i Manila). År 1974, inför det andra mötet dem emellan, rök de ihop och började brottas under en tv-intervju där åtminstone Frazier inte agerade som om det hela bara var marknadsföring. Efter år av påstådd eller sann bitterhet menade Frazier i maj 2009 i tidningen Sports Illustrated att han inte längre hyste något agg mot Ali.

## Övrigt
Joe Frazier gjorde inhopp i olika filmer där, till exempel i Rocky, en boxningsfigur vissa ser som en kopia av Frazier. Bland en rad inhopp i olika tv-serier gjorde Frazier även rösten åt sig själv i ett avsnitt av tv-serien Simpsons.

### Webbkällor
Frazier på Boxrec